# ドニファン郡 (カンザス州)
ドニファン郡（英: Doniphan County）は、アメリカ合衆国カンザス州の北東部隅に位置する郡である。2010年国勢調査での人口は7,945人であり、2000年の8,249人から3.7%減少した。郡庁所在地はトロイ市（人口1,010人）であり、同郡で人口最大の都市はワセナ市である（人口1,364人）。ドニファン郡は、ミズーリ州のブキャナン郡、アンドリュー郡、デカルブ郡と共に、セントジョゼフ大都市圏を構成している。2010年の都市圏人口は127,329人である。

## 歴史
ドニファン郡は1855年8月25日に設立され、同年9月18日に組織化された。郡名は、ミズーリ州リバティ出身のアメリカ騎兵隊長で、米墨戦争では重要な役割を果たしたアレクサンダー・W・ドニファン大佐（1808年-1887年）に因んで名付けられた。ドニファンはカンザス州に奴隷制を広げるために熱心に活動したが失敗した。

## 法と政府
ドニファン郡は、3つの選挙区からそれぞれ1人選ばれた郡政委員会によって統治されている。郡政委員の任期は4年間であり、第2および第3選挙区の委員は第1選挙区の委員と2年ずらして選挙される。委員会は郡の政策、手続き、予算に責任があることに加え、道路や橋の機能を監督している。さらに選挙委員会を兼ねており、選挙での投票を監視する。郡には包括的計画と用途地域法がある。都市は市長と市政委員会によって統治されている。政府の収入は消費税、資産税および従価税を財源にしている。
1986年にカンザス州憲法が修正されて、個人が嗜むアルコールの販売を郡の住民投票で承認すれば認めることになったが、ドニファン郡は現在でもアルコールを禁じる、すなわち「ドライ」の郡のままである
ドニファン郡は大統領選挙で過去13回、また恐らく州成立以来共和党候補を選んできた。最近の4回を見ると、共和党候補が総投票数の60%以上を獲得してきた。

## 地理
アメリカ合衆国国勢調査局に拠れば、郡域全面積は397.07平方マイル (1,028.4 km2)であり、このうち陸地は392.18平方マイル (1,015.7  km2)、水域は4.89平方マイル (12.7 km2)で水域率は1.23%である。

### 地理的特徴
郡の北と東の境界はミズーリ川である。8本の渡し船が運航しており、港湾公社は対岸のミズーリ州セントジョゼフにある。この川が郡東部の水源になっている。トロイやハイランドのような内陸の都市は地下水を利用している。ウルフ川が郡西部を流れ、北部でミズーリ川に合流している。

### 主要高規格道路
- アメリカ国道36号線、東西方向、セントジョゼフ、トロイ、エルウッド、ワセナを通る
- カンザス州道7号線、景観側道
- カンザス州道20号線
- カンザス州道120号線
- カンザス州道136号線
- カンザス州道137号線
- カンザス州道238号線

### 隣接する郡
- ホルト郡 (ミズーリ州) - 北
- アンドリュー郡 (ミズーリ州) - 北東
- ブキャナン郡 (ミズーリ州) - 南東
- アッチソン郡 - 南西
- ブラウン郡 - 西
- リチャードソン郡 (ネブラスカ州) - 北西

## 人口動態

人口ピラミッド

以下は2000年の国勢調査による人口統計データである。
| 基礎データ - 人口: 8,249人 - 世帯数: 3,173 世帯 - 家族数: 2,183 家族 - 人口密度: 8人/km2（21人/mi2） - 住居数: 3,489軒 - 住居密度: 3軒/km2（9軒/mi2） 人種別人口構成 - 白人: 94.85% - アフリカン・アメリカン: 2.00% - ネイティブ・アメリカン: 1.21% - アジア人: 0.25% - その他の人種: 0.40% - 混血: 1.29% - ヒスパニック・ラテン系: 1.16% 年齢別人口構成 - 18歳未満: 25.3% - 18-24歳: 11.8% - 25-44歳: 24.7% - 45-64歳: 22.0% - 65歳以上: 16.2% - 年齢の中央値: 37歳 - 性比（女性100人あたり男性の人口） - 総人口: 98.6 - 18歳以上: 96.2 | 世帯と家族（対世帯数） - 18歳未満の子供がいる: 32.6% - 結婚・同居している夫婦: 56.4% - 未婚・離婚・死別女性が世帯主: 8.7% - 非家族世帯: 31.2% - 単身世帯: 27.6% - 65歳以上の老人1人暮らし: 14.2% - 平均構成人数 - 世帯: 2.48人 - 家族: 3.03人 収入と家計 - 収入の中央値 - 世帯: 32,537米ドル - 家族: 39,357米ドル - 性別 - 男性: 28,096米ドル - 女性: 19,721米ドル - 人口1人あたり収入: 14,849米ドル - 貧困線以下 - 対人口: 11.9% - 対家族数: 9.0% - 18歳未満: 13.3% - 65歳以上: 12.5% |

## 都市と町

### 法人化された都市
都市名の後の数字は2010年国勢調査での人口を示す。
- ワセナ, 1,364
- エルウッド, 1,224
- トロイ, 1,010 - 郡庁所在地
- ハイランド, 1,012
- ホワイトクラウド, 176
- デントン, 148
- セバランス, 94
- レオナ, 48

## その他の町
- ベンデナ
- ブレア
- ドニファン
- ファニング
- アイオワポイント
- モレイ
- パラーモ
- パーセル
- スパークス

また廃止された町や郵便局はList of extinct towns and post officesを参照。

### 郡区
ドニファン郡は9つの郡区に分けられている。人口の多い郡区3つはアメリカ国道36号線に沿っている。郡内の都市はどれも「政治的に独立」とは見なされず、郡区の数字の全ては都市の数字を含んでいる。下表で「人口中心」は最大都市であり、特に大きな数字でなければ、郡区の人口に含まれるものである。
| 郡区 | FIPSコード | 人口中心          | 人口  | 人口密度 /km2 (/sq mi) | 陸地面積 km2 (sq mi) | 水域 km2 (sq mi) | 水域率(%) | 座標                                                              |
| --- | ---------- | ----------------- | ----- | ---------------------- | -------------------- | ---------------- | --------- | ----------------------------------------------------------------- |
| バーオーク                                                                                              | 09500      |                   | 153   | 2 (5)                  | 81 (31)              | 2 (1)            | 2.73%     | 北緯39度51分17秒 西経94度58分19秒 / 北緯39.85472度 西経94.97194度 |
| センター                                                                                                | 11700      | トロイ            | 1,743 | 11 (28)                | 162 (63)             | 2 (1)            | 1.31%     | 北緯39度47分35秒 西経95度5分30秒 / 北緯39.79306度 西経95.09167度  |
| インデペンデンス                                                                                        | 33850      |                   | 342   | 4 (9)                  | 96 (37)              | 0 (0)            | 0.01%     | 北緯39度42分13秒 西経95度11分8秒 / 北緯39.70361度 西経95.18556度  |
| アイオワ                                                                                                | 34400      | ハイランド        | 1,694 | 8 (20)                 | 216 (83)             | 2 (1)            | 1.05%     | 北緯39度53分12秒 西経95度15分3秒 / 北緯39.88667度 西経95.25083度  |
| マリオン                                                                                                | 44675      |                   | 226   | 5 (13)                 | 45 (17)              | 1 (1)            | 2.84%     | 北緯39度43分29秒 西経94度59分43秒 / 北緯39.72472度 西経94.99528度 |
| ユニオン                                                                                                | 72125      |                   | 360   | 4 (10)                 | 94 (36)              | 0 (0)            | 0.09%     | 北緯39度42分14秒 西経95度16分27秒 / 北緯39.70389度 西経95.27417度 |
| ワシントン                                                                                              | 75600      | ワセナ エルウッド | 3,066 | 36 (94)                | 85 (33)              | 4 (1)            | 4.30%     | 北緯39度45分39秒 西経94度55分38秒 / 北緯39.76083度 西経94.92722度 |
| ウェイン                                                                                                | 76100      |                   | 226   | 2 (6)                  | 92 (36)              | 1 (0)            | 0.73%     | 北緯39度40分56秒 西経95度4分57秒 / 北緯39.68222度 西経95.08250度  |
| ウルフリバー                                                                                            | 80275      |                   | 439   | 3 (8)                  | 145 (56)             | 0 (0)            | 0.02%     | 北緯39度46分54秒 西経95度14分26秒 / 北緯39.78167度 西経95.24056度 |
| Sources: “Census 2000 U.S. Gazetteer Files”. U.S. Census Bureau, Geography Division. 2012年4月1日閲覧。 |            |                   |       |                        |                      |                  |           |                                                                   |

## 教育

### 統一教育学区
- リバーサイド USD 114
- 西ドニファン USD 425 (Web site)
- トロイ USD 429 (Web site)

### カレッジと大学
ハイランド・コミュニティカレッジは州内で初めて設立された大学であり、その元は1858年にカンザス準州議会がハイランド大学に認可を与えたものだった。時代とともに長老派教会の支援が無くなり、名称を何度か変えた後、地域のコミュニティカレッジになった。

## 見どころ
- インディアン歴史遺産博物館はハイランドの東2マイル (3 km) にある。元々1845年に建設された長老派教会の伝道所であり、アイオワ族やミズーリ州のサック族、フォックス族の子供達を教えていた。その建物が改修され、州北東部のインディアンの芸術や歴史を展示するようになった。
- ネルソン・ロジャーズ邸はトロイ市にある。1856年に建設され、一部2階建て、中央破風、人手で削られた木材を使ったこの建物はトロイ市で最古の現存するものである。
- ホワイトクラウドにある4州展望台は、ミズーリ川のパノラマを臨むプラットホームであり、カンザス州、ミズーリ州、ネブラスカ州そしておそらくアイオワ州を見ることができる。
- 1804年7月4日に、ルイス・クラーク探検隊がインデペンデンス・クリーク沿いカンザ族インディアンの無人の集落近くで宿営した。ドニファンの古い町並みは、そのキャンプ地の近くに設立された。